# Kropenáč

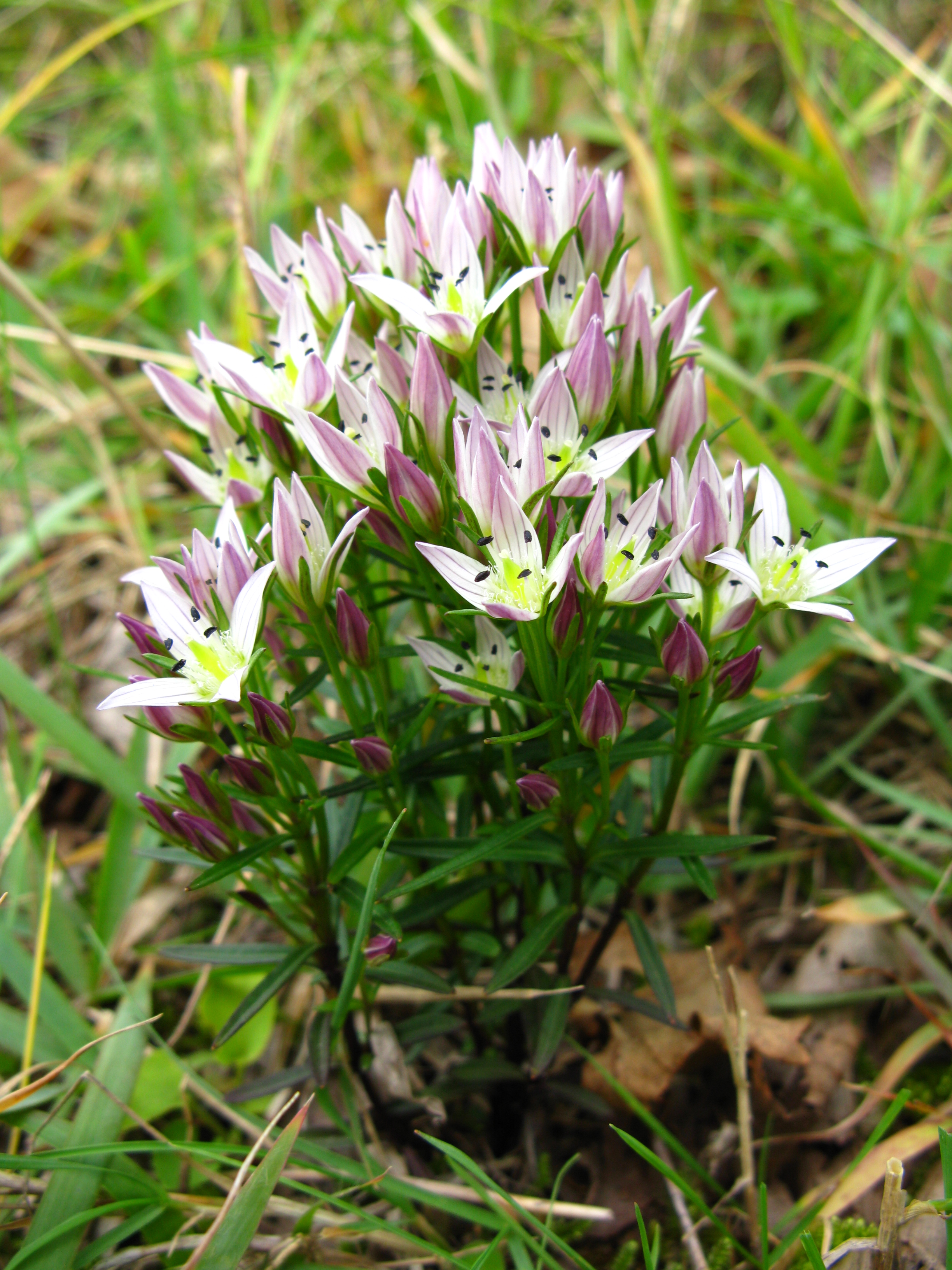
Východoasijský druh Swertia japonica

Kropenáč (Swertia) je rod rostlin z čeledi hořcovitých. Jsou to jednoleté nebo vytrvalé byliny se stonkem nebo pouze s přízemní růžicí listů. Květy jsou čtyř nebo pětičetné, s nápadnými nektárii. Rod zahrnuje asi 150 druhů a je rozšířen zejména v Asii a Africe. V České republice se stejně jako v celé Evropě a Severní Americe vyskytuje pouze kropenáč vytrvalý. Analýzou DNA bylo zjištěno, že se jedná o silně parafyletický taxon a tento rod čeká spolu s celou skupinou příbuzných rodů taxonomická revize.
Hlavní význam kropenáčů je v lékařství. Rostliny obsahují četné aktivní látky s rozmanitými biologickými účinky, zejména xanthony. Mezi nejvýznamnější druhy náleží himálajský druh Swertia chirayita, využívaný v lékařství i v tradiční medicíně.

## Popis
Kropenáče jsou jednoleté nebo vytrvalé byliny. Některé druhy mají přímý či vystoupavý stonek, jiné jen přízemní růžici. Listy jsou vstřícné (výjimečně střídavé nebo přeslenité), celokrajné. Květy jsou čtyř nebo pětičetné, pravidelné, stopkaté, ve vrcholičnatých květenstvích, která bývají uspořádána do jednoduchých nebo latovitých thyrsů. Řidčeji jsou květenství hroznovitá, jednoduše vidličnatě větvená nebo redukovaná na jediný květ. Kalich je členěný až k bázi na 4 nebo 5 laloků, podobně i koruna. Korunní trubka je krátká, do 3 mm délky. Na cípech koruny jsou přítomna nápadná nektária v počtu 1 až 2 na každý korunní lístek. Nektária jsou buď celistvá nebo s třásnitým okrajem. Tyčinek je 4 až 5 a jsou přirostlé na bázi korunní trubky. Semeník je srostlý ze 2 plodolistů, obsahuje jedinou komůrku s mnoha vajíčky. Čnělka je krátká nebo prodloužená, zakončená paličkovitou nebo dvoulaločnou bliznou. Plodem je tobolka pukající 2 chlopněmi a obsahující mnoho drobných semen.

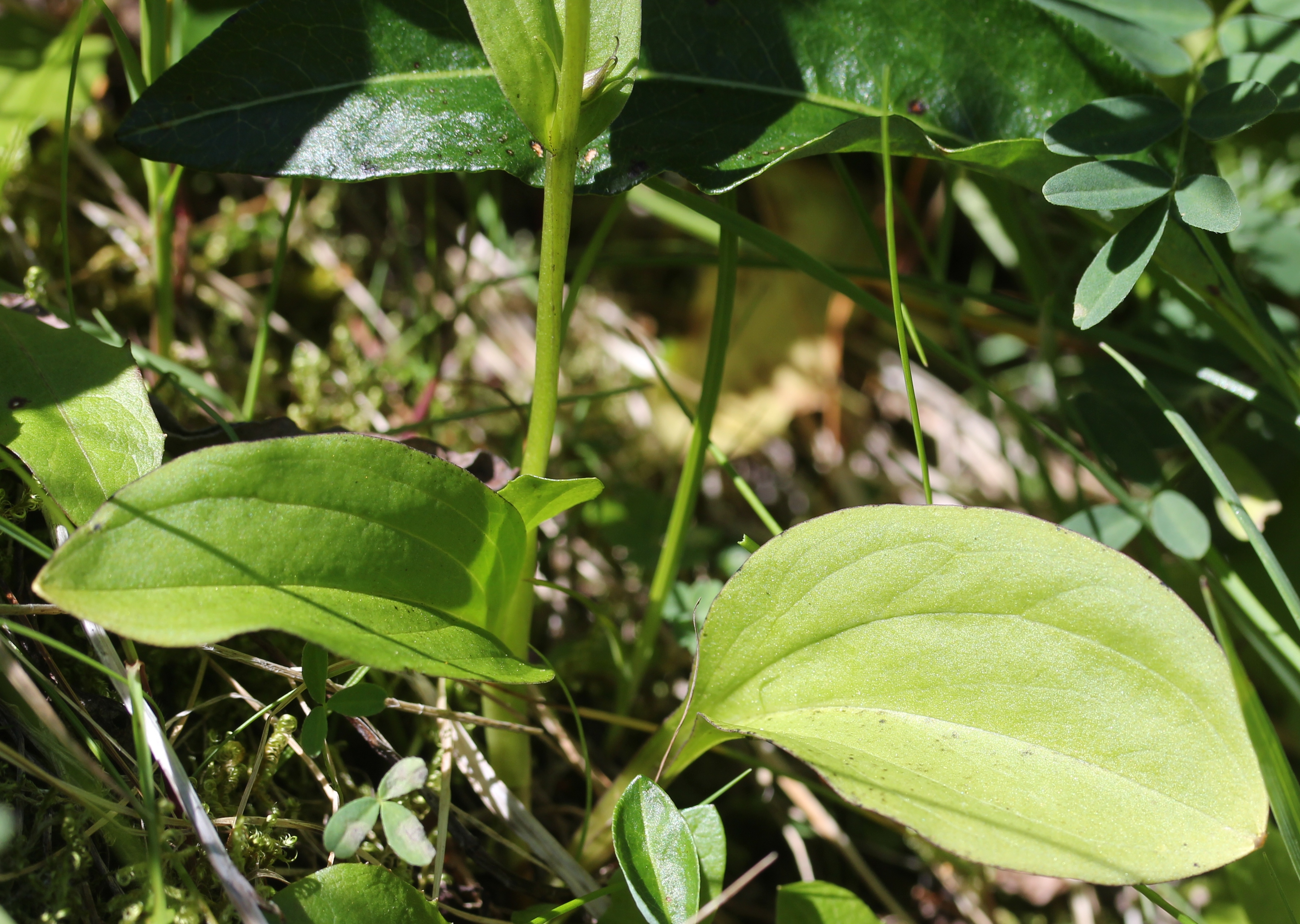
Listy kropenáče vytrvalého
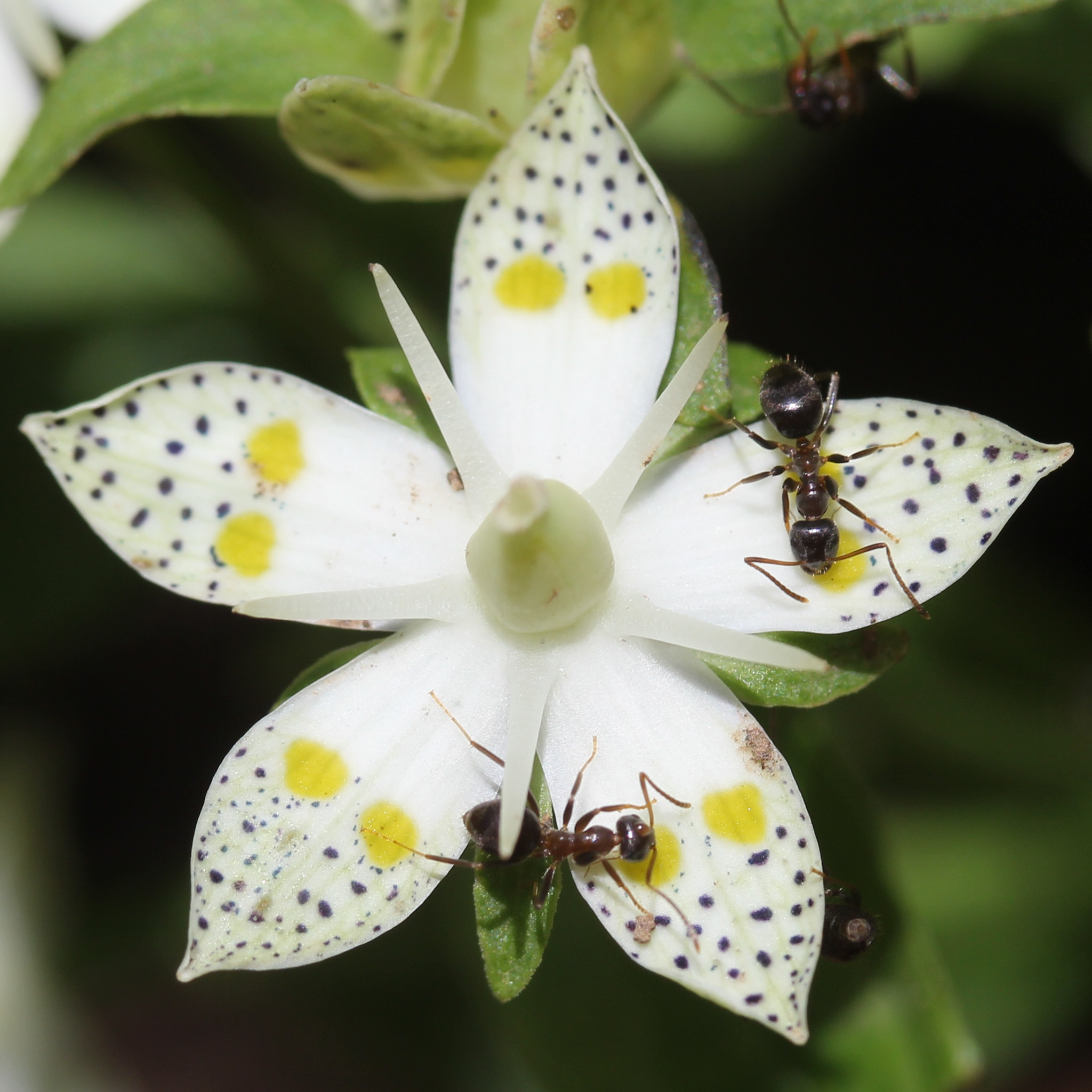
Květ Swertia bimaculata
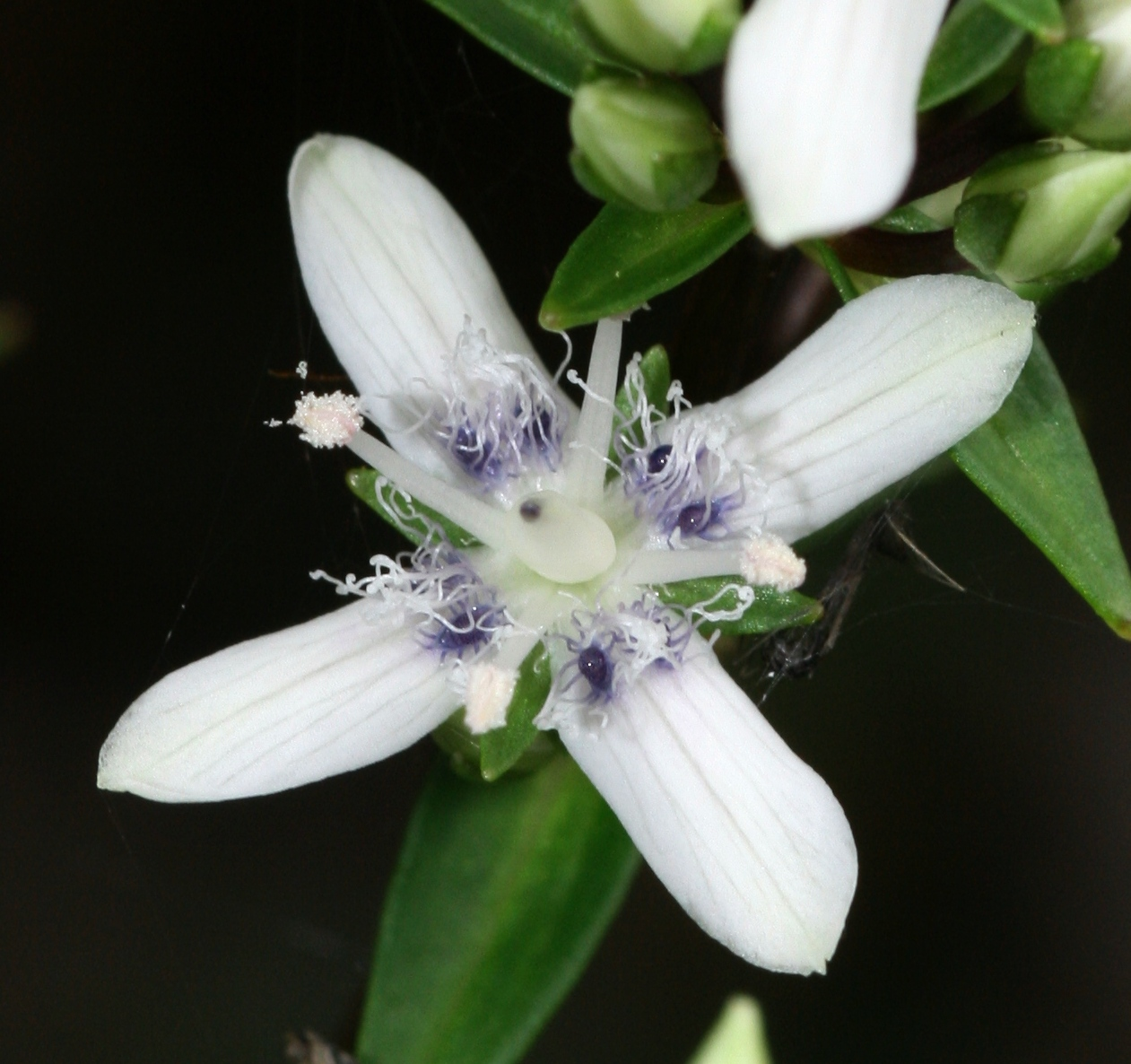
Květ kropenáče ze Sumatry, nektária s třásnitým okrajem

## Rozšíření
Rod kropenáč zahrnuje asi 150 druhů. Je rozšířen zejména v Asii a Africe. Centrum druhové diverzity je v horách Číny a v Himálaji. V Severní Americe a v Evropě roste jediný druh. Z Číny je uváděno 75 druhů, tedy více než polovina celkového počtu.
V České republice je rod zastoupen stejně jako v celé Evropě jen kropenáčem vytrvalým. Druh je rozšířen téměř v celé Evropě s výjimkou Skandinávie, Britských ostrovů a některých oblastí jihovýchodní Evropy a roste i v západní části Severní Ameriky.

## Obsahové látky a účinek
V kropenáčích bylo zjištěno bezmála 200 obsahových látek. Nejbohatší skupinou jsou xanthonoidy (více než 100 různých látek), dále terpenoidy, iridoidní glykosidy a flavonoidy. Alkaloidy jsou zastoupeny méně, mezi nimi gentianin, swertinin aj. Z medicínského hlediska jsou podstatné zejména tetrahydroxované xanthony, u nichž byla zjištěna celá řada účinků (hypoglykemický, antimalarický, protirakovinný aj.). Farmakologicky je významný zejména himálajský druh Swertia chirayita (syn. S. chirata). Rostlina obsahuje hořčiny gentiopikrin, glykosidy amarogentin, amaroswerin, chiratin a řadu jiných látek. Bylo v ní zjištěno více než 20 polyhydroxylovaných xanthonů, mj. swertianin, swerchirin a mangiferin. Např. u mangiferinu bylo zjištěno, že vychytává v těle volné radikály a superoxidy a má také potenciál při léčbě neurodegenerativních onemocnění.

## Taxonomie
Rod Swertia je v rámci čeledi hořcovité řazen do tribu Gentianeae a subtribu Swertiinae. Molekulární analýzou DNA bylo zjištěno, že se jedná o taxon velmi silně parafyletický, jehož vývojové větve jsou promíseny s větvemi celé řady jiných rodů subtribu Swertiinae (Bartonia, Frasera, Gentianopsis, Halenia, Megacodon, Pterygocalyx, Veratrilla, Gentianella, Jaeschkea, Comastoma a Lomatogonium). Celou tuto příbuzenskou skupinu tak čeká velká taxonomická revize.

## Zástupci
- kropenáč vytrvalý (Swertia perennis)

## Význam
Některé druhy kropenáčů jsou využívány v lékařství a mají zejména v Asii své místo v tradiční medicíně. Aplikují se zejména při různých trávicích a jaterních potížích. Jedním z nejvýznamnějších je himálajský druh Swertia chirayta, který je v Indii, Nepálu a Bhútánu využíván zejména při různých trávicích potížích, žaludečních vředech, poškození jater ap. Rostlina je též medicínsky využívána jako antileprotikum při léčbě lepry a v kombinaci s dapsonem zlepšuje jeho účinek.
V Indii je dále využíván druh Swertia corymbosa, v Japonsku S. japonica, v Číně S. pseudochinesis a S. franchetiana.
V Pákistánu se používá kořen S. petiolata jako oftalmintikum.